# Гуд-Рівер (округ, Орегон)
Шаблон:StateAbbr_ 45°31′03″ пн. ш. 121°38′58″ зх. д. / 45.5175° пн. ш. 121.64944444444° зх. д.
Округ  Гуд-Рівер (англ. Hood River County) — округ (графство) у штаті  Орегон, США. Ідентифікатор округу 41027.

## Історія
Округ утворений 1908 року.

## Демографія
За даними перепису 
2000 року 
загальне населення округу становило 20411 осіб, зокрема міського населення було 8727, а сільського — 11684.
Серед мешканців округу чоловіків було 10148, а жінок — 10263. В окрузі було 7248 домогосподарств, 5175 родин, які мешкали в 7818 будинках.
Середній розмір родини становив 3,15.
Віковий розподіл населення поданий у таблиці:
| Стать    | До 15 років | 15-21 | 22-29 | 30-39 | 40-49 | 50-65 | 65-85 | Понад 85 |
| -------- | ----------- | ----- | ----- | ----- | ----- | ----- | ----- | -------- |
| Чоловіки | 2354        | 994   | 1074  | 1539  | 1661  | 1419  | 978   | 129      |
| Жінки    | 2378        | 949   | 974   | 1444  | 1620  | 1382  | 1244  | 272      |

## Суміжні округи
- Скамейнія, Вашингтон — північ
- Клікітат, Вашингтон — північний схід
- Васко — південний схід
- Клакамас — південний захід
- Мултнома — захід

## Виноски
1. ↑  U.S. Decennial Census. United States Census Bureau. Архів оригіналу за 26 квітня 2015. Процитовано 25 лютого 2015.
2. ↑  Historical Census Browser. University of Virginia Library. Архів оригіналу за 11 серпня 2012. Процитовано 25 лютого 2015.
3. ↑  Forstall, Richard L., ред. (27 березня 1995). Population of Counties by Decennial Census: 1900 to 1990. United States Census Bureau. Архів оригіналу за 19 лютого 2015. Процитовано 25 лютого 2015.
4. ↑  Census 2000 PHC-T-4. Ranking Tables for Counties: 1990 and 2000 (PDF). United States Census Bureau. 2 квітня 2001. Архів оригіналу (PDF) за 18 грудня 2014. Процитовано 25 лютого 2015.
5. ↑  State & County QuickFacts. United States Census Bureau. Архів оригіналу за 20 червня 2011. Процитовано 15 листопада 2013.(англ.) Наведено за англійською вікіпедією.
6. ↑  American FactFinder. Бюро перепису населення США. Архів оригіналу за 21 травня 2008. Процитовано 31 січня 2008.

| США | Це незавершена стаття з географії США. Ви можете допомогти проєкту, виправивши або дописавши її. |